# Chinandega
Chinandega je grad na sjeverozapadu srednjoameričke države Nikaragve. Središte je istoimenog departmana. 

## Povijest
Grad Chinandega nosi nadimake "grad naranče" (Ciudad de las Naranjas) i "vrući grad" (Ciudad Cálida). Njegovo ime je nahuatlanskog podrijetla, iako je točan smisao sporan. Može doći od riječi Chinamitl-tacalt što znači "mjesto okruženo korovom".
Bio je to mali grad tijekom kolonijalnog doba, ali dobar položaj među plodnim i ravnim krajevima, omogućio mu je razvoj. Španjolski kroničar fra Antonio Vázquez Espinoza u svom sažetku opisuje Zapadnu Indiju i posjet Chinandegu 1613. godine: "Grad Chinandega se sastoji od mnogo Indijanaca, bogat je kukuruzom i plodovima zemlje, a čini se kao da je komad raja."
Službeno naselje (poblado) iz 1796. godine dobilo je nove ceste prema projektu inženjera Antonia Rojasa.  Za vrijeme Vlade José Núñeza 15. ožujka 1836. Chinandega je dobio status naselja (vile), a 2. rujna 1839. godine, dobio je titulu grada. Bio je dio kratkotrajne Srednjoameričke Federalne Republike, 1858. postao je središte novog upravnog odjela.
Grad su 1. studenog 1998. godine pogodile velike poplave uzrokovane uraganom Mitch. Nekoliko tisuća ljudi izgublio je svoje domove, a uzrokovana je i velika šteta na infrakstrukturi.

## Zemljopis
Grad se nalazi u blizini granice s Hondurasom, kroz njega prolazi Panamerička autocesta. Na gradskom području nalaze se brojne plaže, prirodni rezervati, povijesni gradovi, mangrove šume, drevne crkve, vulkan San Cristóbal kao i drugi vulkani iz San Cristóbal kompleksa (El Chonco, Moyotepec i Casita), te dalje na istok vulkan Cosigüina.

## Poljoprivreda
Chinandega je središte poljoprivrede, sve se više uzgaja: šećerna trska, banane, kikiriki, sezam, indijski oraščić, naranče i žitarice. Važno je i ribarsko središte poznato po lovu škampa te po proizvodnji soli i kože. To je također dom najvećih šećernih mlinova i tvornice ruma (Flor de Cana) u zemlji.  Luka Corinto je najvažnija u zapadnoj Nikaragvi.

## Vanjske poveznice
- Otkravanje Nikaragve: Chinandega
- (šp.) Chinandega